# Wasserbüffel
Der Wasserbüffel (Bubalus arnee) gehört zu den Rindern (Bovinae) und ist die am weitesten verbreitete und bekannteste Art der Asiatischen Büffel (Bubalus). Die vielerorts domestizierte Variante des Wasserbüffels wird auch Kerabau genannt. Für wilde Büffel, deren Anzahl sich nur auf wenige Zehntausend beziffern lässt, wird oft die indische Bezeichnung Arni verwendet; damit werden sowohl echte Wildbüffel als auch verwilderte Kerabaus bezeichnet.

## Taxonomie

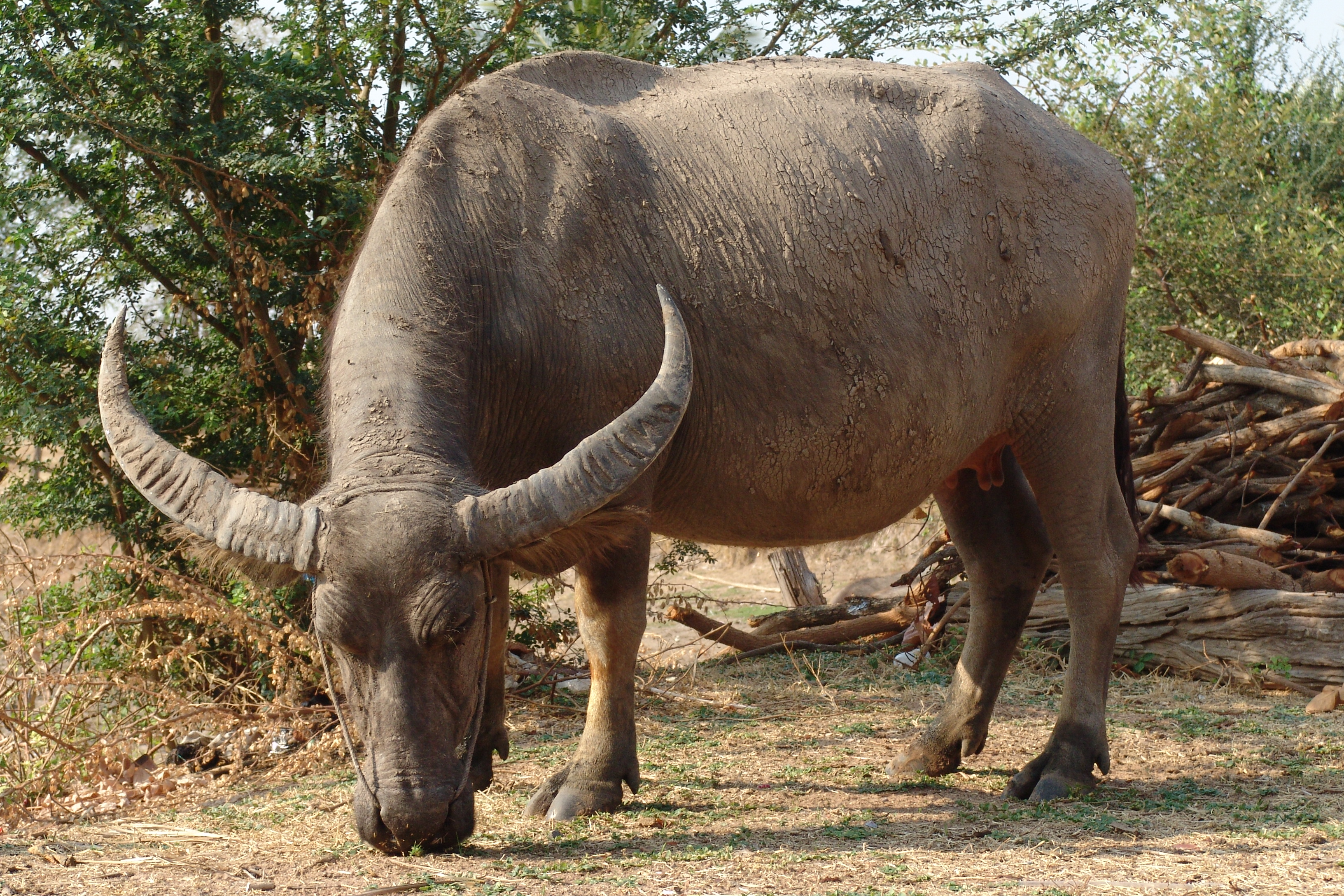
Hausbüffel in Thailand

Der wilde Wasserbüffel wird häufig als Bubalus arnee, der Hausbüffel aber als Bubalus bubalis geführt. Ersterer Name wurde von Robert Kerr 1792, letzterer von Carl von Linné 1758 wissenschaftlich etabliert. Mit der Opinion 2027 entschied die International Commission on Zoological Nomenclature (ICZN) im Jahr 2003 den wissenschaftlichen Namen für die Haustierform zu konservieren und somit zur Verfügung zu stellen.
Umstritten ist allerdings, ob wirklich alle Wasserbüffel einer Art angehören. So sehen manche in den chinesischen Büffeln, deren wilde Vorfahren vor etwa 3500 Jahren ausstarben, eine eigene Art Bubalus mephistopheles. Als Unterart des Wasserbüffels wird gelegentlich der philippinische Tamarau geführt, der heute häufig den Rang einer eigenständigen Art erhält.

## Merkmale

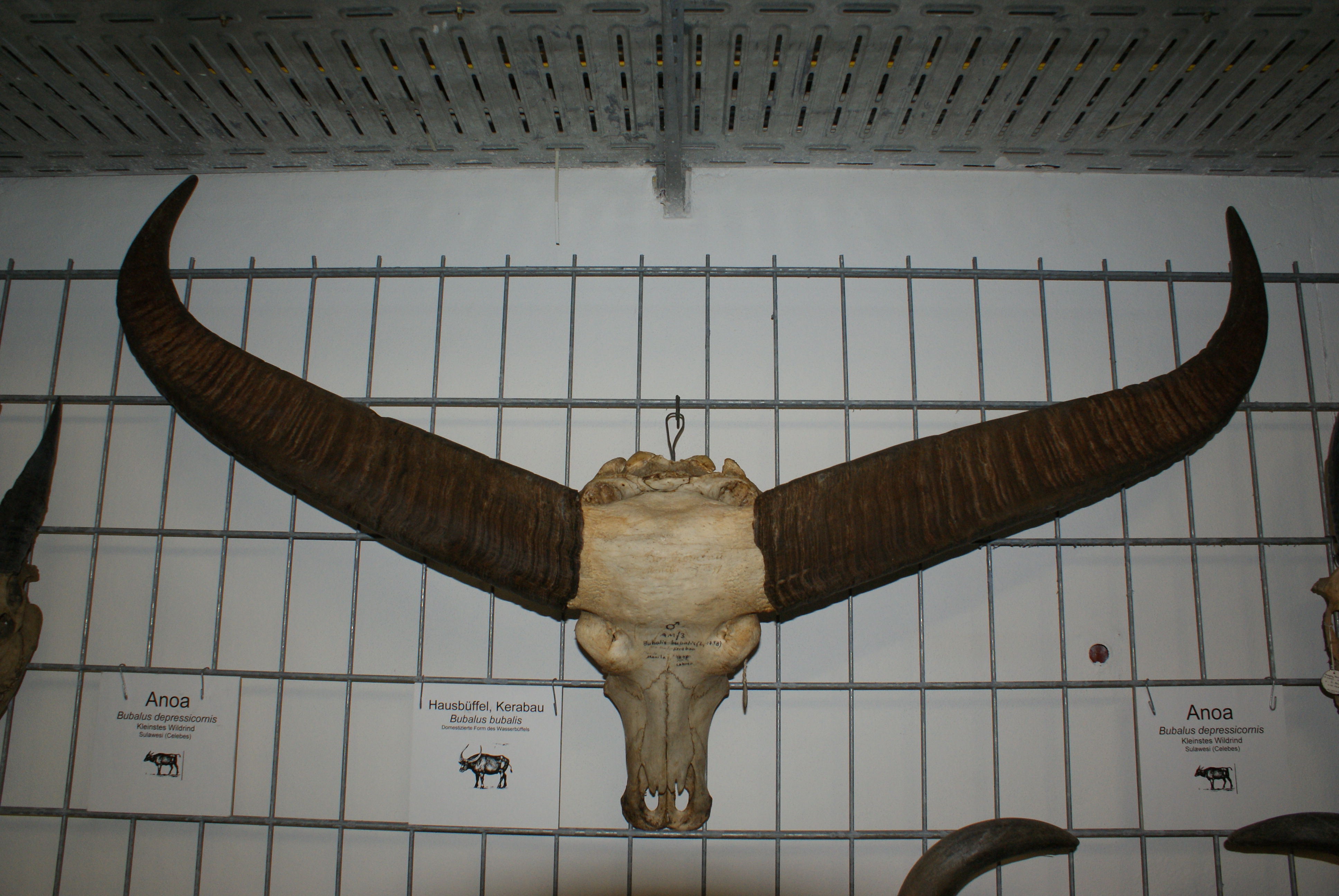
Schädel eines Wasserbüffels

Ein Wasserbüffel bringt es auf eine Kopf-Rumpf-Länge von fast 3 Metern, eine Widerristhöhe von 180 Zentimetern und ein Gewicht von mehr als einer Tonne. Diese Maße werden fast nur von wilden Büffeln erreicht. Die domestizierten Exemplare sind für gewöhnlich sehr viel kleiner und selten schwerer als 500 Kilogramm. Die Farbe der wilden Tiere ist grau, braun oder schwarz. Bei domestizierten Büffeln gibt es auch schwarz-weiß gescheckte oder ganz weiße Tiere.
Der Rumpf ist rindertypisch tonnenförmig, der etwa 60 bis 80 Zentimeter lange Schwanz hat eine Endquaste. Die weit auseinander gespreizten Hufe geben den Tieren in ihrem sumpfigen Lebensraum sicheren Halt.
Der Kopf ist meist lang und nach vorne hin verhältnismäßig schmal, die Ohren sind vergleichsweise klein. Beide Geschlechter tragen Hörner, die entweder geradlinig zur Seite weisen oder sich halbkreisförmig nach innen krümmen. Sie erreichen eine Spannweite von 2 Metern, mehr als bei jedem anderen lebenden Paarhufer; die Hörner der Weibchen sind allerdings meist etwas kürzer. Daneben existieren aber auch Büffelrassen mit kleineren Hörnern.
Die Lebensdauer eines wilden Wasserbüffels beträgt 25 Jahre; in der Obhut des Menschen werden Wasserbüffel noch einige Jahre älter.

## Wilde Wasserbüffel

### Lebensweise

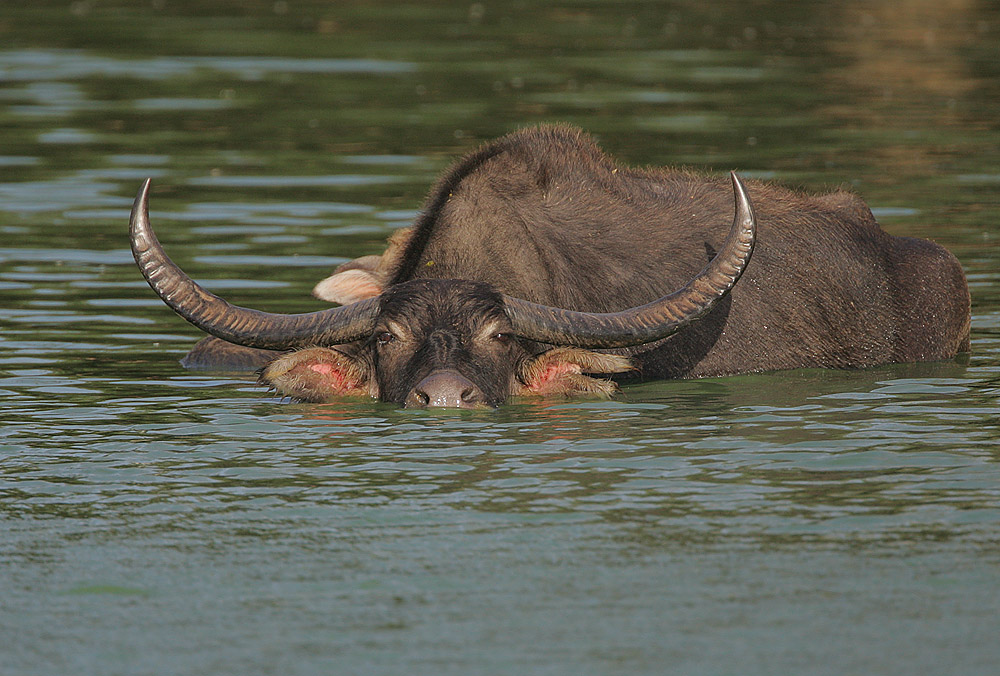
Wilder Wasserbüffel im Udawalawe-Nationalpark, Sri Lanka

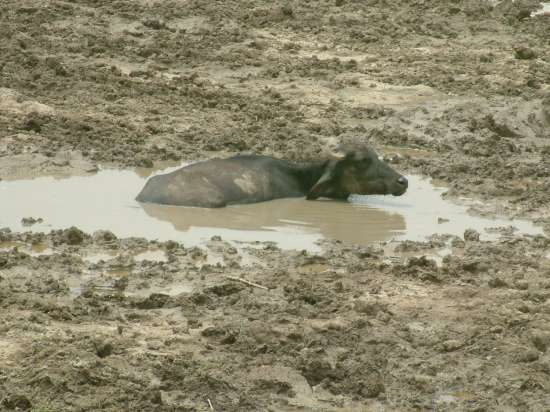
Wasserbüffel in Indien

Den Lebensraum des Wasserbüffels bilden offene Feuchtgebiete, Sumpfwälder und dicht bewachsene Flusstäler. Zum Schutz vor Insekten und zur Abkühlung hält er sich oft im Wasser oder im Schlamm auf. Anschließend ist die Haut von einer dichten Schlammschicht bedeckt, die kein blutsaugendes Insekt durchdringen kann.
Da es in Asien fast nur noch domestizierte Wasserbüffel gibt, hat man das Verhalten dieser Tiere vor allem bei ausgewilderten Büffeln im Norden Australiens studiert. Wie weit dies dem ursprünglichen Verhalten entspricht, ist unbekannt. Wasserbüffel leben hier in Familiengruppen von dreißig Individuen, die von einer alten Kuh angeführt werden. Die Herden bestehen aus Weibchen und ihren Jungen. Junge Weibchen bleiben für gewöhnlich bei der Herde; jüngere Männchen werden dagegen im Alter von zwei Jahren aus der Herde vertrieben.
Die Bullen werden nach einer Übergangszeit in Junggesellenverbänden, die jeweils etwa zehn Individuen umfassen, zu temporären Einzelgängern, schließen sich aber alljährlich zur Paarungszeit (in Nordindien im Oktober, weiter südlich zu keiner festgelegten Jahreszeit) einer Herde an. Die dominante Kuh behält auch in dieser Zeit die Führung der Gruppe und jagt nach dem Ende der Paarungszeit die Bullen davon. Alte Bullen, die sich nicht mehr paaren können, leben bis zu ihrem Tod als dauerhafte Einzelgänger. Meistens sondern sie sich freiwillig ab, gelegentlich werden sie von einem jüngeren Bullen gewaltsam vertrieben.
Eine Kuh trägt etwa alle zwei Jahre ein Junges aus. Dies wird nach einer Tragzeit von 333 Tagen geboren und wiegt zunächst etwa 40 Kilogramm. Es wird etwa ein halbes Jahr gesäugt, ehe es selbständig grasen kann. Im Alter von zwei bis drei Jahren erlangen die Tiere die Geschlechtsreife.
Die Nahrung des Wasserbüffels sind in erster Linie Gräser, daneben auch fast jede Art von Ufervegetation. Neben dem Menschen sind Tiger, Warane und Krokodile die einzigen Fressfeinde des Wasserbüffels. Tiger attackieren bevorzugt Jungtiere oder Einzelgänger, da eine geschlossene Herde durch koordiniertes Vorgehen oft in der Lage ist, die Raubkatzen zu vertreiben oder in Einzelfällen durch den Einsatz der Hörner sogar zu töten.

### Bestände

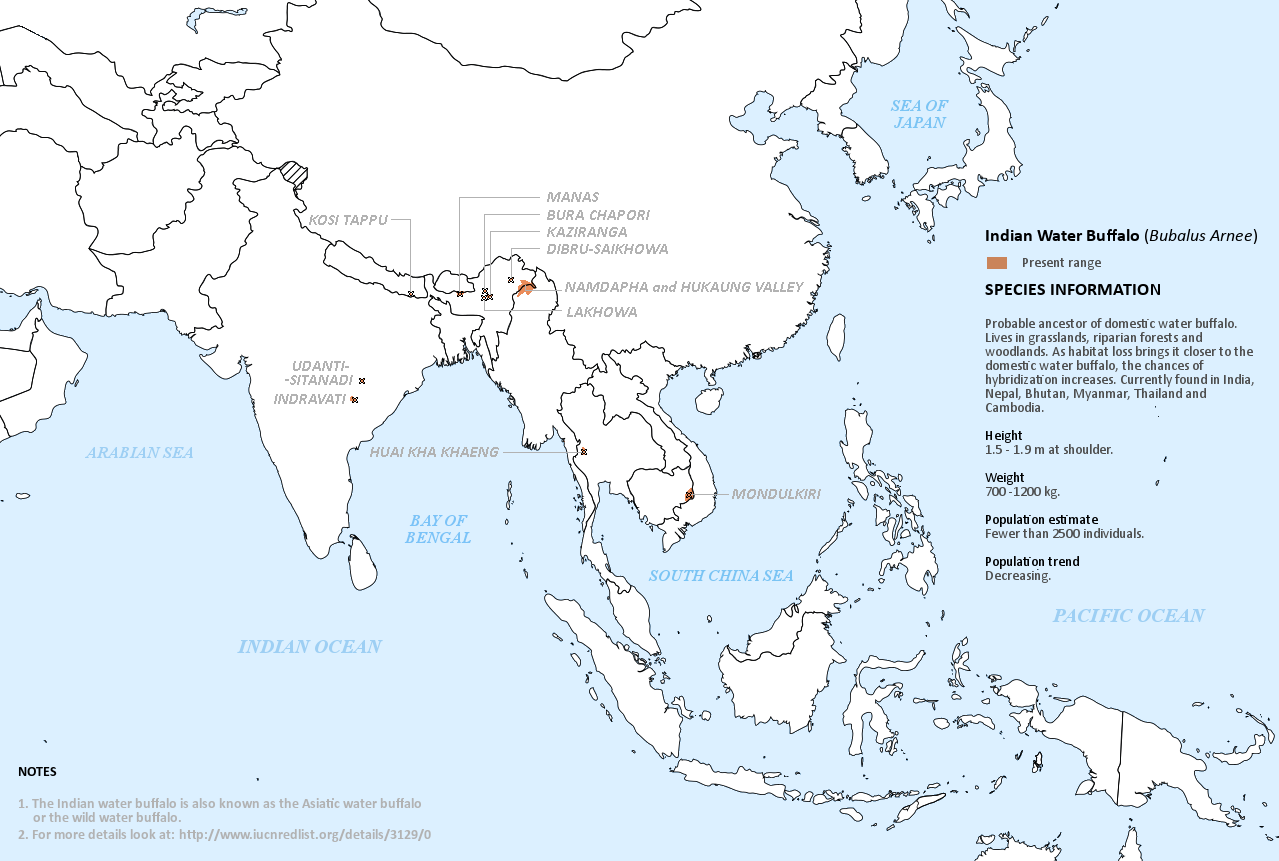
Populationen wilder Wasserbüffel

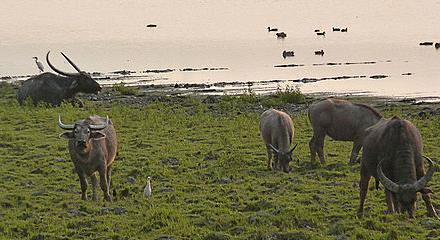
Wilde Wasserbüffel im Kaziranga-Nationalpark, Assam, Indien

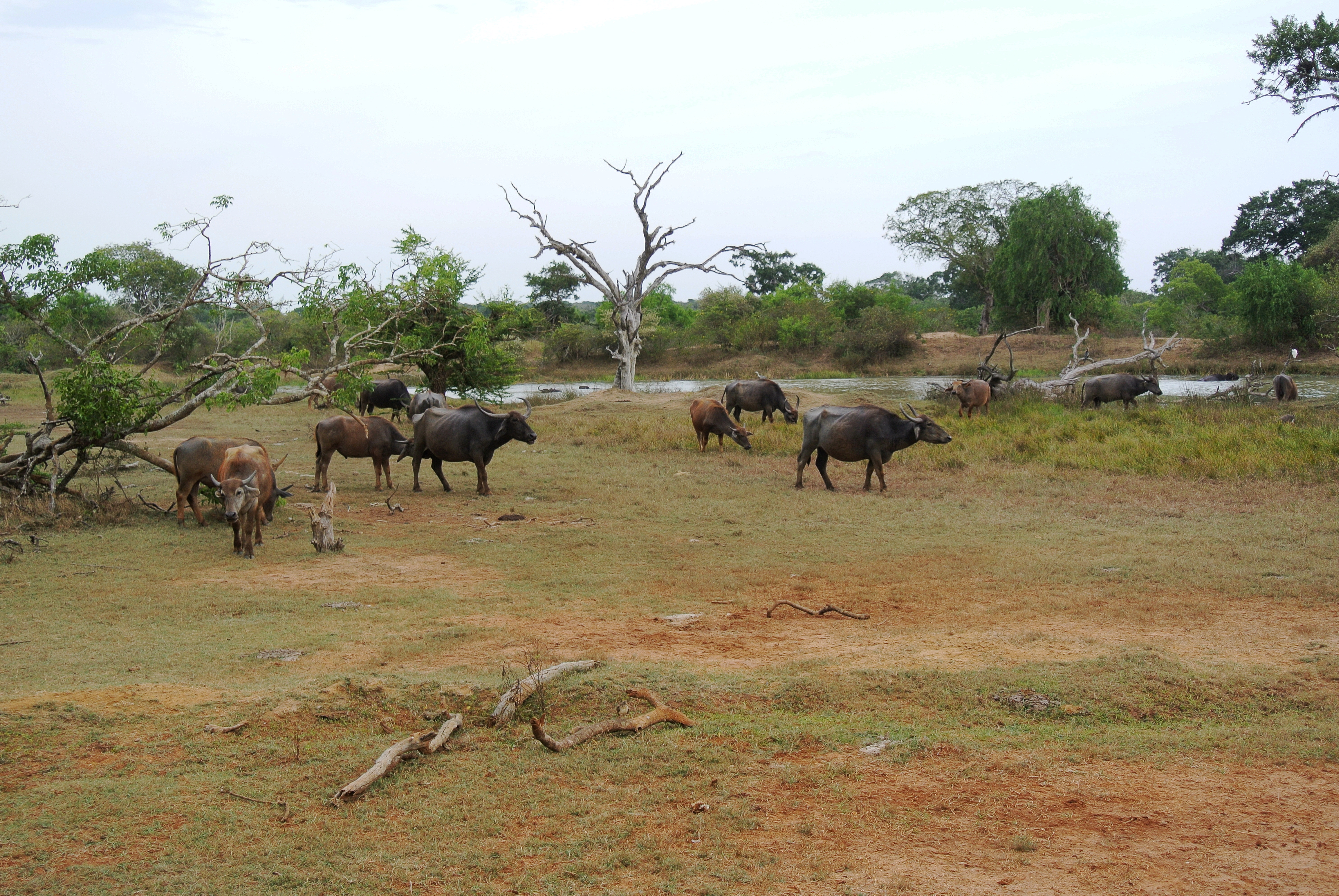
Wildlebende Wasserbüffel im Yala-Nationalpark, Sri Lanka

Das Verbreitungsgebiet des wilden Wasserbüffels ist seit der Eiszeit kontinuierlich geschrumpft. Noch im späten Pleistozän gab es Wasserbüffel auch in Nordafrika. Zur Zeit der frühen Hochkulturen waren sie weit verbreitet: von Mesopotamien über Indien bis nach China und Südostasien.
Der wilde Wasserbüffel wird von der International Union for Conservation of Nature (IUCN) in der Roten Liste gefährdeter Arten als „stark gefährdete“ Art (Endangered) geführt. Es ist heute jedoch bei den meisten Beständen schwierig zu bestimmen, welche Wasserbüffel echte Wildbüffel und welche bloß Nachkommen verwilderter Hausbüffel sind. Die Bestandsangaben schwanken deshalb zwischen 200 und 4000 Exemplaren.
Indien beherbergt heute mit über 3000 Exemplaren die meisten wilden Wasserbüffel. Aber ihre Reinblütigkeit steht fast überall im Zweifel. Sie kommen nur noch in kleinen Gruppen in wenigen Reservaten vor:
- In Assam kommen wilde Wasserbüffel im Gebiet des Manas-Nationalparks, im Kaziranga-Nationalpark, im Laokhowa-Schutzgebiet und im Dibru-Saikhowa-Nationalpark vor. Im Manas-Gebiet bewohnen die Tiere auch angrenzende Teile Bhutans.
- In Arunachal Pradesh leben wilde Wasserbüffel im Namdapha-Nationalpark.
- In Chhattisgarh gibt es zwei Populationen: eine im Indravati-Nationalpark, die andere im Udanti-Reservat. Letztere könnte sich bis in angrenzende Gebiete Odishas ausdehnen.
- Weitere kleine Gruppen gibt es in Madhya Pradesh und Meghalaya.

Die einzige Population in Nepal lebt im Kosi-Tappu-Wildreservat im Südosten des Landes und besteht aus etwa 150 Tieren.
In Südostasien existieren darüber hinaus nur noch winzige, versprengte Restbestände. Die einzige Population wilder Wasserbüffel in Thailand lebt im Wildschutzgebiet Huai Kha Khaeng und besteht aus etwa 50 Tieren, die mit Hauswasserbüffeln vermischt sein könnten. Einige Dutzend halten sich in Kambodscha im Osten der Provinz Mondulkiri. In Vietnam und Laos sind die letzten Bestände erloschen. Für Myanmar liegen keine aktuellen Schätzungen vor.
Die wildlebenden Wasserbüffel Sri Lankas tragen wahrscheinlich ein hohes Maß an Hausbüffelgenen in sich, da die Bestände in der jüngeren Vergangenheit durch den Ausbruch der Rinderpest am Ende des 19. Jahrhunderts stark zusammengeschmolzen sind und sich die überlebenden Populationen vor ihrer Erholung mit Hausbüffeln gekreuzt haben dürften.

## Domestizierte Wasserbüffel
Weltweit gibt es aktuell (Stand 2024) mehr als 220 Millionen domestizierte Wasserbüffel (Hausbüffel). Nach Zahlen des Internationalen Büffel-Verbands (IBF) stieg deren Zahl in nur 13 Jahren um mehr als 30 % an (2005: 168 Millionen versus 2018: 220 Mio. Büffel). Dabei wird beobachtet, dass insbesondere die Tendenz bei Milchrassen (Murrah, Nili-Ravi, Mehsana, Italienisch-Mediterrane Rasse) deutlich steigend ist. Die Zahl der Büffel aus Populationen mit vergleichsweise niedriger Milchleistung (einschließlich Sumpfbüffel) hingegen nehmen kontinuierlich ab. Hinzu kommt, dass aufgrund der Umstellung auf maschinelles Pflügen der Bedarf an Zugtieren mehr und mehr entfällt, auch hier ist der Sumpfbüffel besonders betroffen (zum Beispiel in Thailand). Um die Milchleistung zu verbessern, werden vielerorts (zum Beispiel: China) Zuchtprogramme (künstliche Befruchtung) aufgelegt. Weil hierbei ausschließlich leistungsstärkere Flußbüffel eingesetzt werden, dürfte auch dadurch der zahlenmäßige Anteil der Sumpfbüffel an der gesamten Büffelpopulation langfristig weiter sinken.

### Domestikation und Verbreitung

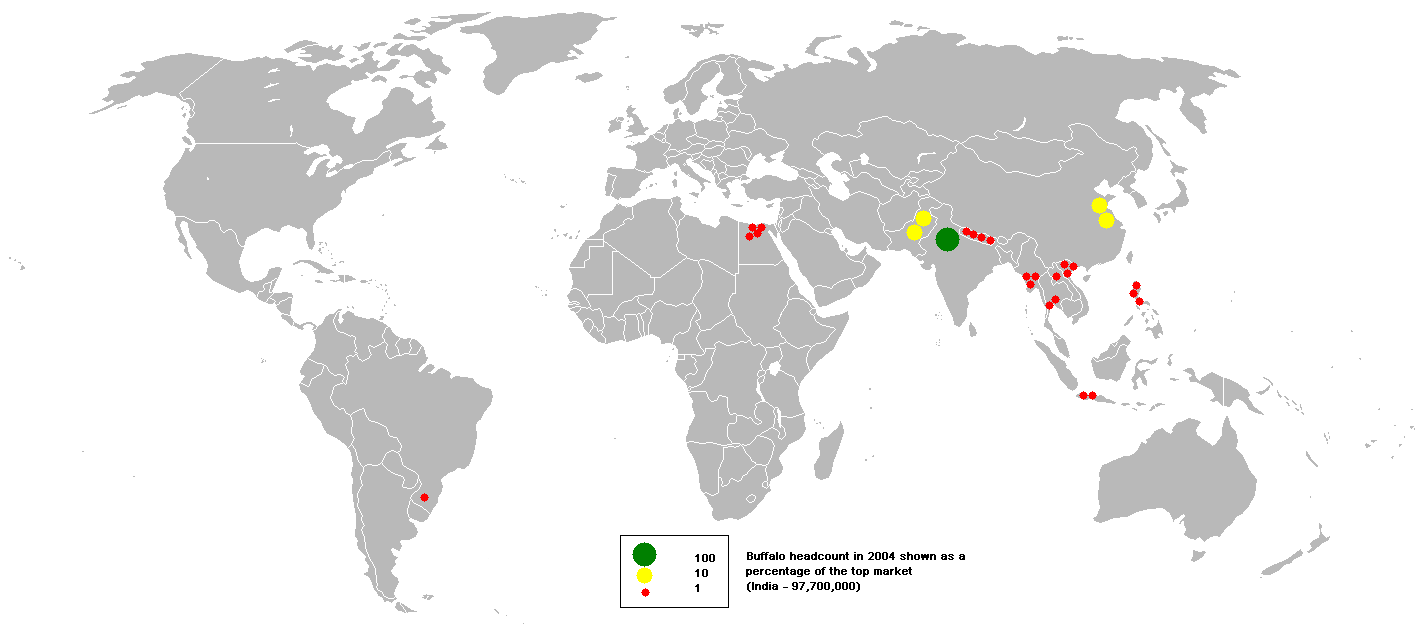
Verbreitung des Hausbüffels (2004)

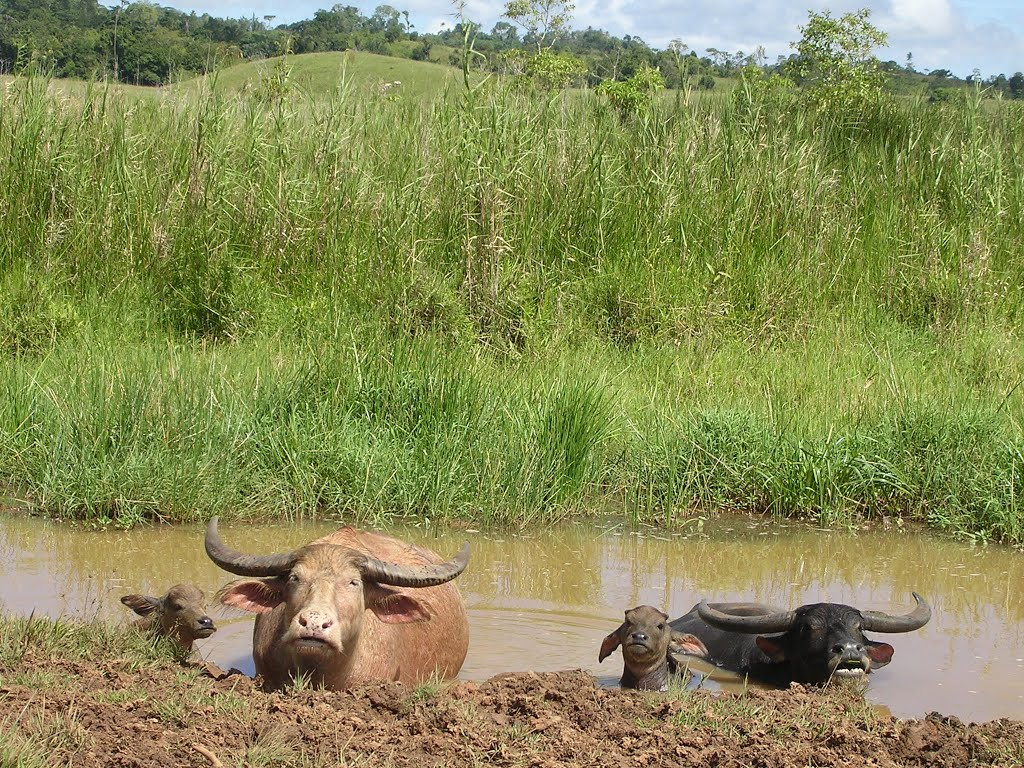
Heller Hausbüffel mit Kälbern in Souro, Osttimor

Wann der Wasserbüffel domestiziert wurde, ist umstritten, da sich die Knochen wilder und domestizierter Tiere nicht unterscheiden lassen. Eine genetische Studie aus dem Jahr 2008 deutet darauf hin, dass die erste Domestikation nicht in China stattfand. Wahrscheinlich wurden der Flussbüffel und der Sumpfbüffel – die beiden wichtigsten Typen der Wasserbüffel – unabhängig voneinander domestiziert: zuerst der Flussbüffel in Indien vor etwa 5000 Jahren, dann der Sumpfbüffel in China vor etwa 4000 Jahren.
In der Indus-Kultur wurden Wasserbüffelknochen teilweise in großer Zahl gefunden (zum Beispiel an der Fundstätte Dholavira in Gujarat), man nimmt daher eine Herdenhaltung und die Nutzung für den Ackerbau an. Vom Industal aus kamen Hausbüffel nach Mesopotamien, von Indien und China gelangten sie nach Südostasien. Schon lange vor der Zeitenwende gab es in diesem gesamten Verbreitungsgebiet domestizierte Büffel. Heute ist Indien das Land mit den meisten Hausbüffeln, gefolgt von Pakistan und China.
In historisch jüngerer Zeit gelangten Wasserbüffel auch in andere Regionen: In Nordafrika (vor allem Ägypten), Südamerika (vor allem Brasilien), Süd- und Mitteleuropa, Mauritius, Australien, Hawaii und Japan werden heute in unterschiedlichem Maße Wasserbüffel gehalten. In Europa werden Büffel in Italien, Rumänien und Bulgarien in größerem Stil genutzt. In Ungarn leben noch etwa 200 Büffel, ein kleiner Restbestand von ehemals 100.000 Büffeln (siehe Büffelreservat am Kis-Balaton). In Australien, wo die Büffelhaltung weitgehend aufgegeben wurde, verwilderten die Tiere und besiedelten den Norden, wo sie heute in etwa 200.000 Exemplaren vorkommen. Verwilderte Wasserbüffel gibt es in kleinerer Zahl auch in anderen Ländern (siehe unten).
Domestizierte Büffel verhalten sich gegenüber Menschen friedlich und lassen sich sogar von Kindern dirigieren, während wilde Büffel in der Regel die Flucht vor dem Menschen ergreifen. Allerdings werden die einzelgängerischen alten Bullen gelegentlich sehr aggressiv und greifen dann Menschen und selbst Elefanten an. Sie sollen gelegentlich durch die Farben Gelb und Orange provoziert werden, weshalb zum Beispiel die thailändischen Mönche mit ihrer orangen Robe oft einen größeren Bogen um sie machen.

### Nutzen

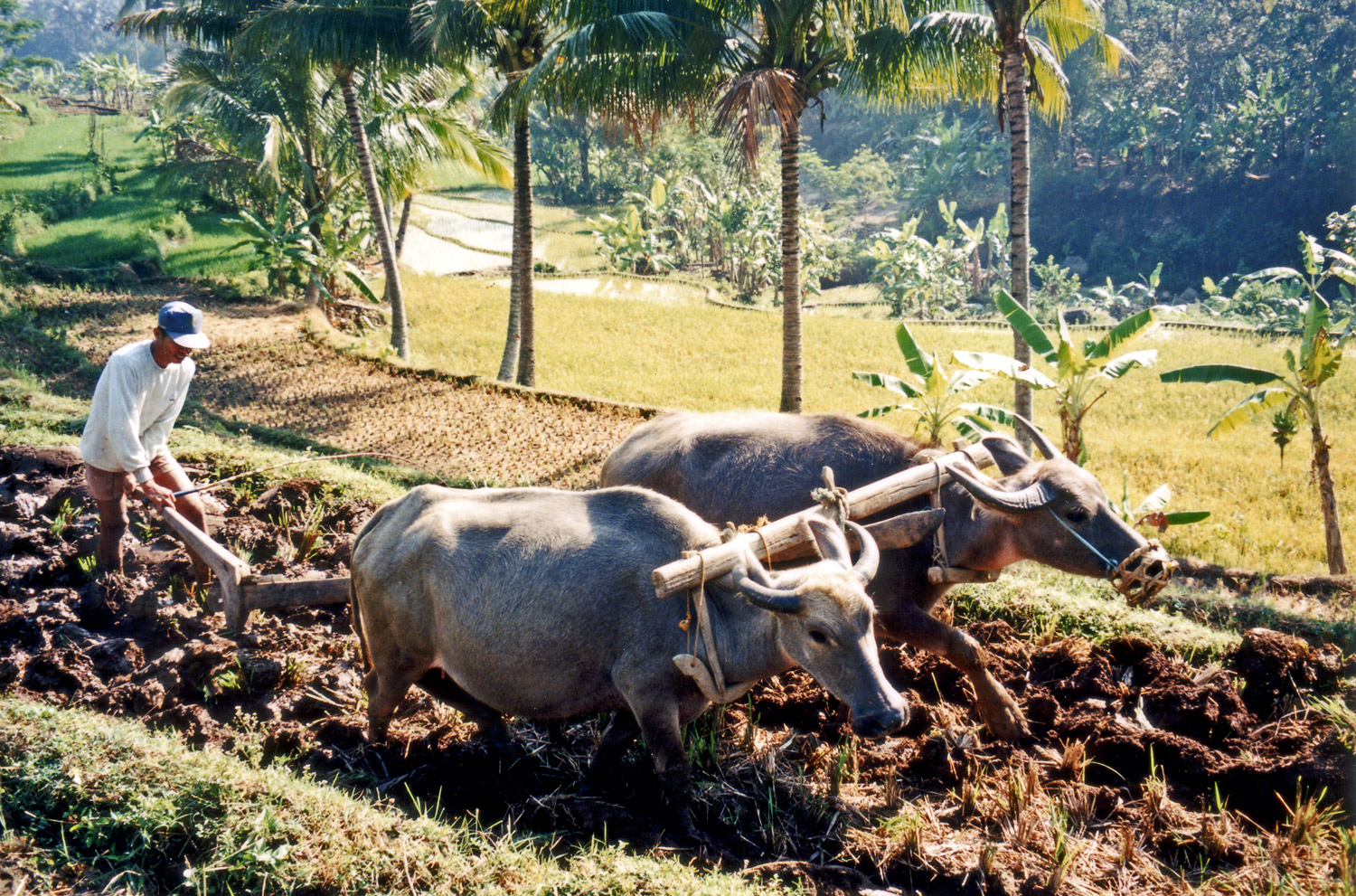
Wasserbüffel als Zugtiere auf einem Reisfeld in Java, Indonesien

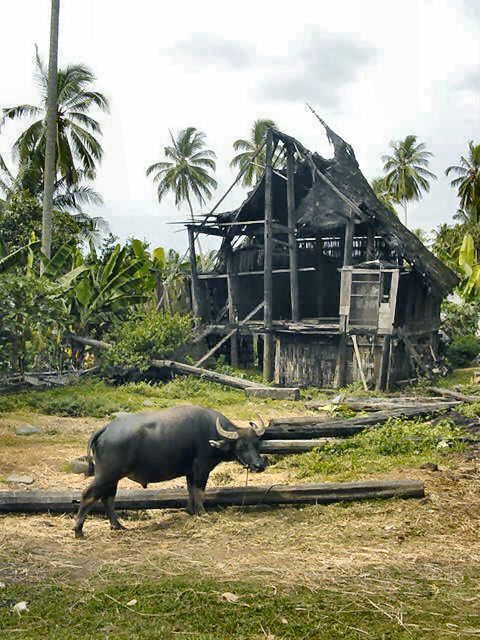
Domestizierter Wasserbüffel auf Sumatra

Wasserbüffel werden zum Pflügen von Reisfeldern und als Lasttiere verwendet. Milch, Fleisch und Leder werden ebenfalls genutzt. Ein weiterer Vorteil des Wasserbüffels liegt darin, dass er von BSE nicht betroffen ist; Büffel in China erkranken gelegentlich an der Maul- und Klauenseuche.

#### Milch
Mit den heutigen Hausrindern können Wasserbüffel bei der Menge von Fleisch und Milch je Tier noch nicht mithalten. Büffelmilch hat verglichen mit Kuhmilch einen doppelt so hohen Fettgehalt (8 %) und längere Haltbarkeit. Jährlich werden in Asien 45 Millionen Tonnen Büffelmilch gewonnen. Durch gezielte Zucht immer ergiebigerer Büffelrassen konnte die Milchproduktion je Tier in den letzten Jahrzehnten beträchtlich gesteigert werden. Noch 1970 wurde ein Wert von 3000 Litern je Tier und Laktationsperiode (etwa 300 Tage) für einen Rekord gehalten; heute gibt es hochgezüchtete Büffelrassen, die 5000 Liter Milch im gleichen Zeitraum abgeben. Der Murrah gilt als die Büffelrasse, die in der Milchwirtschaft am vielversprechendsten ist; Züchter gehen davon aus, in naher Zukunft mit Wasserbüffeln ebenso viel Milch produzieren zu können wie mit Milchkühen.
2015 hatte die Büffelmilch, mit 110 Milliarden Kilo, einen Anteil von 13 % an der weltweiten Milchproduktion.
Büffelmilch enthält je Gramm 0,19 mg Cholesterin (Rindermilch: 0,14 mg). Sie ist außerdem reicher an Calcium, Eisen, Phosphor und Vitamin A.
Mozzarella wurde ursprünglich aus Büffelmilch gewonnen – heute wird meistens aus Rindermilch hergestellter Mozzarella verkauft, der geschmacksärmer und von anderer Konsistenz ist. Echter Büffelmozzarella wird weiterhin aus Wasserbüffelmilch hergestellt.

#### Fleisch
Büffelfleisch ist in Europa bisher kaum bekannt, in Asien und Nordafrika dagegen jedoch traditioneller Bestandteil der Ernährung. Die globale Produktion von Büffelfleisch nahm zwischen 1970 und 2006 von 1.322.000 Tonnen auf 3.181.000 Tonnen um 140,8 % zu. Unter den führenden Ländern sind beispielsweise Indien, China, Ägypten, Nepal oder Indonesien.

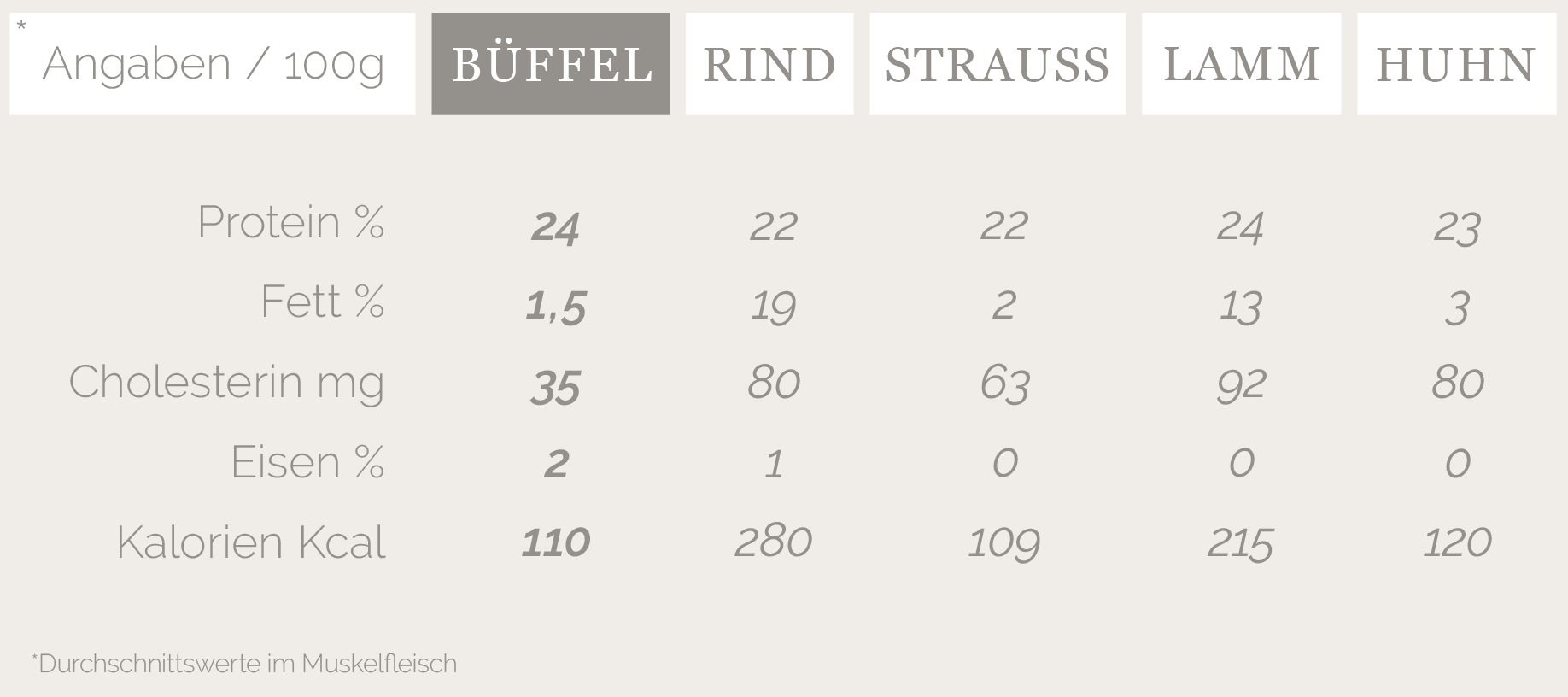
Büffelfleisch-Nährwerte

Büffelfleisch weist nicht nur verhältnismäßig geringe Fett- und Cholesterinwerte auf, sondern enthält auch überproportional viel Eisen und Protein.
Zudem wurde in wissenschaftlichen Analysen durch das Institut für Lebensmittelhygiene Leipzig und das argentinische Institut für Lebensmitteltechnologie des nationalen Landwirtschaftstechnologieinstitutes (INTA) ein sehr gutes Verhältnis von Omega-3- zu Omega-6-Fettsäuren festgestellt. Büffelfleisch enthält durchschnittlich im Muskelfleisch auf 100 Gramm 24 % Protein, 1,5 % Fett, 35 mg Cholesterin, 2 % Eisen sowie 110 Kilokalorien.

#### Beweidung
Wasserbüffel werden im Rahmen der Paludikultur oder zu Zwecken der ökologischen Landschaftspflege eingesetzt. Ein Beispiel aus dem Landkreis Mühldorf am Inn (Bayern) zeigt, wie Wasserbüffel als Habitatkonstrukteure wirken. Dort wurde eine seit 1996 mit Rindern beweidete Feuchtbrache 2011 zusätzlich mit Wasserbüffeln besetzt, Raumnutzung und Verhalten der Wasserbüffel untersucht, sowie die Amphibienfauna beobachtet. Durch die Beweidung entwickelte sich die ursprünglich dichte und hohe Vegetation aus Hochstauden und Schilfröhricht zu einem Mosaik aus Weiderasen sowie höheren Gras- und Staudenbeständen. Röhricht in Gewässern wurde stark reduziert und die Besonnung der Uferzonen nahm zu. Im Gebiet hat der Bestand des Grasfroschs (Rana temporaria) seit Projektbeginn deutlich zugenommen. Auch bei der Gelbbauchunke (Bombina variegata) deutet sich ein Bestandsanstieg an. Sie laicht in den von Weidetieren offengehaltenen Uferbereichen eines Tümpels und seit 2011 in den von Wasserbüffeln neu geschaffenen Gewässern. Durch Suhlen, und indem die Büffel in nassen Bereichen der Weide Pfade bahnten, entstanden vegetationsfreie, besonnte Kleingewässer in zuvor dichter Vegetation. Es deutet sich an, dass eine Beweidung mit Wasserbüffeln eine Alternative zur maschinellen Entlandung oder Neuschaffung solcher Gewässer darstellen kann.

### Rassen

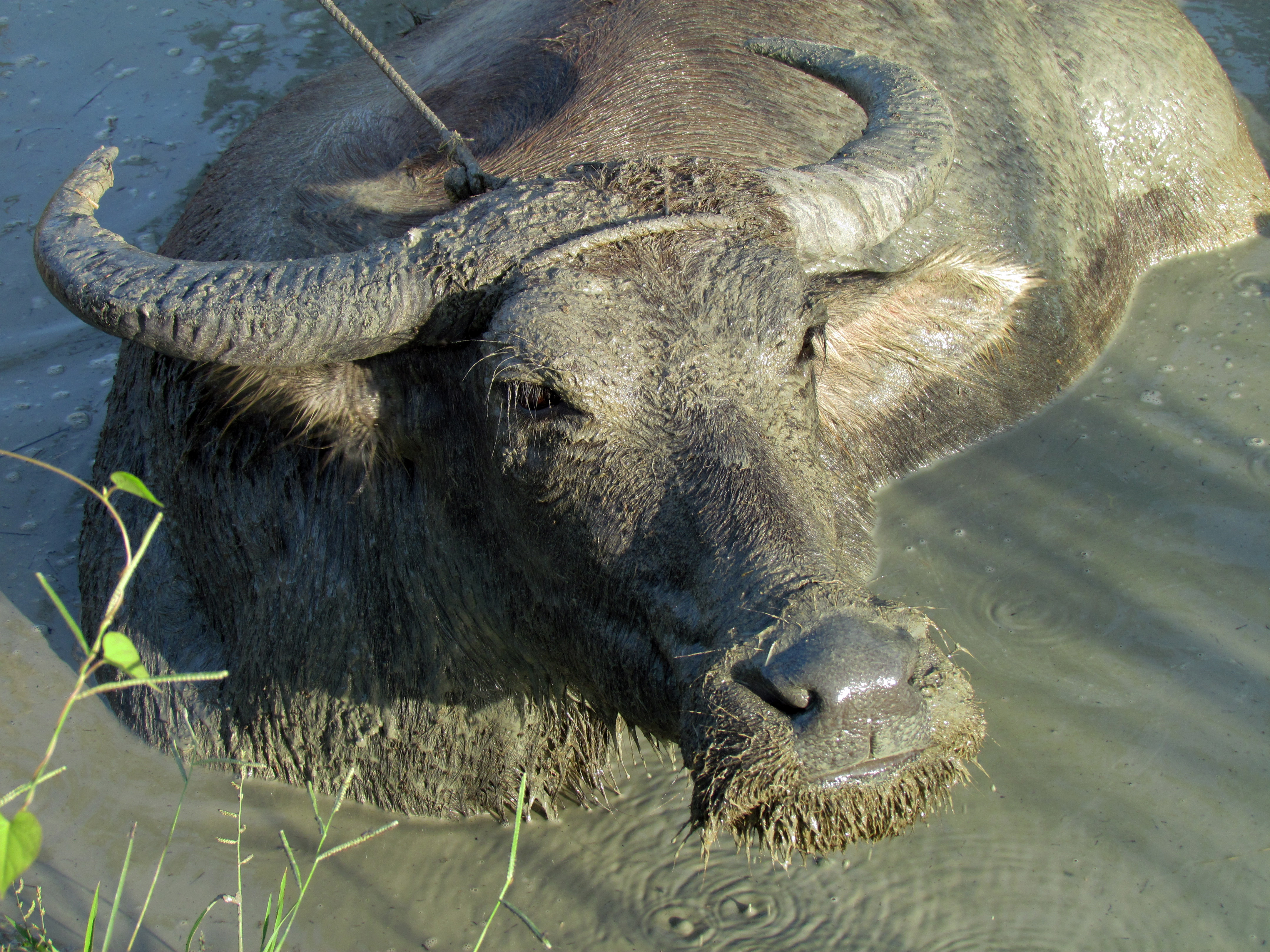
Carabao, ein typisches Zugtier

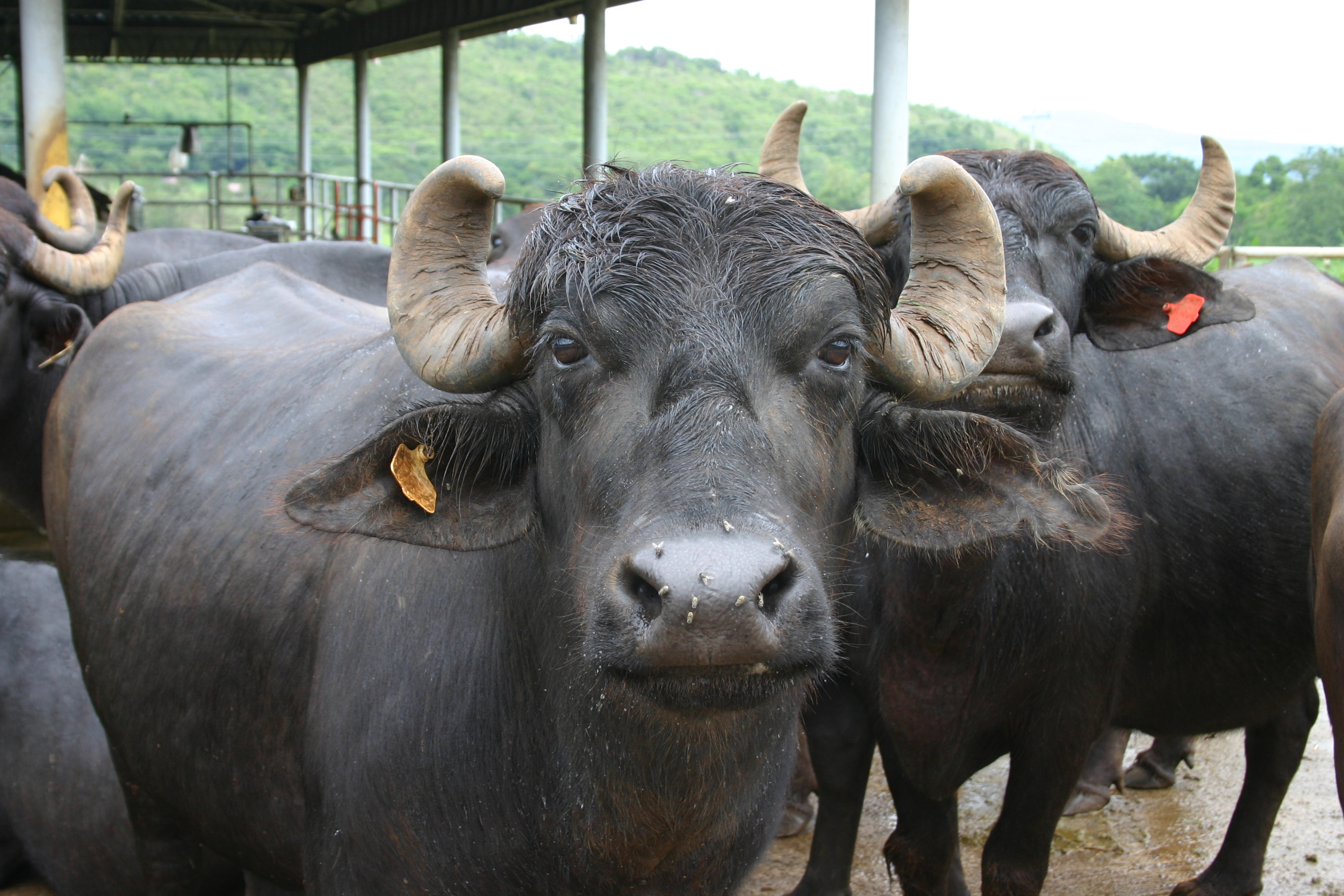
Murrah, eine bekannte Milchrasse

74 Rassen von Hausbüffeln sind bekannt. Sie werden grob in Sumpf- und Flussbüffel unterteilt:
- Sumpfbüffel sind vor allem Arbeitstiere, sie werden überwiegend in China und Südostasien gezüchtet. Sie helfen bei der Bewirtschaftung der Reisfelder. Erst wenn sie für die Arbeiten zu alt sind, werden sie geschlachtet und gegessen. Für die Milchproduktion spielen sie so gut wie keine Rolle.
- Flussbüffel werden für Milch- und Fleischproduktion gezüchtet. Das Zentrum der Flussbüffelzucht liegt in Indien, wo es die meisten Rassen und die ergiebigsten Tiere gibt.

Wichtige Rassen bei den Arbeitstieren sind:
- Carabao (Philippinen und Guam): graues oder schwarzes Fell, halbmondförmige Hörner
- Malaiischer Büffel (Südostasien): graues Fell, mittellange, halbmondförmige Hörner

Zu den Milchrassen gehören:
- Murrah (Haryana und Punjab): gilt als ergiebigste aller Milchbüffelrassen, weltweit exportiert
- Bufalo mediterraneo italiano: vornehmlich in Kampanien gehaltene Rasse zur Mozzarella-Produktion
- Nili-Ravi (Punjab): schwarzes Fell mit weißer Zeichnung im Gesicht, sehr kurze Hörner
- Pandharpuri (Maharashtra): schwarzes Fell, erkennbar an den schwertartigen, riesigen Hörnern (jeweils bis 150 cm lang)
- Kundi (Sindh): schwarzes Fell, besonders schwer und massig

Es gibt auch Rassen mit gemischter Nutzung, zum Beispiel Saidi in Oberägypten und Baladi in Unterägypten. Inzwischen wird die Zucht auch in Nordamerika und Europa fortgesetzt.

### Büffelzucht in Deutschland
Es gibt einige Höfe, auf denen Wasserbüffel gezüchtet werden. Zum Beispiel eine Büffelzucht mit ca. 290 Tieren (Stand 2014) in Hohenstein-Meidelstetten auf der Schwäbischen Alb. Im Jahr 2008 lebten etwa 1800 Wasserbüffel in Deutschland. Anfang März 2010 waren es nach Angaben des Deutschen Büffelverbandes e. V. mit 2362 Büffel fast viermal so viele wie im Jahr 2000. Im September 2018 war in Bayern und Baden-Württemberg noch ein Züchter mit 20 Herdbuchkühen erfasst, in Sachsen im Februar 2020 noch ein Züchter mit zwei Bullen und 64 Kühen und in Sachsen-Anhalt gab es 2017 noch vier Haltungen mit insgesamt 34 Tieren. Seit 2017 leben in Wesel auf der Bislicher Insel inzwischen etwa 150 Tiere in einer Herde.

### Büffelzucht in der Schweiz
In der Schweiz wurden die ersten Wasserbüffel 1996 aus Rumänien importiert und in der Region Schangnau gehalten, u. a. in Eggiwil. Die Milch wird vorwiegend in Marbach LU zu Mozzarella verarbeitet. Ende 2021 lebten in der Schweiz über 2200 Wasserbüffel.

## Verwilderte Wasserbüffel

### Vorkommen
Im Norden Australiens entstand gegen Ende des 19. Jahrhunderts eine sehr große verwilderte Population. Kleinere verwilderte Populationen existieren in Neuguinea, Tunesien und im Nordosten Argentiniens. Verwilderte Herden gibt es ferner in Kolumbien, Guyana, Suriname, Brasilien und Uruguay sowie auf den Inseln Neubritannien und Neuirland.

### Population in Australien

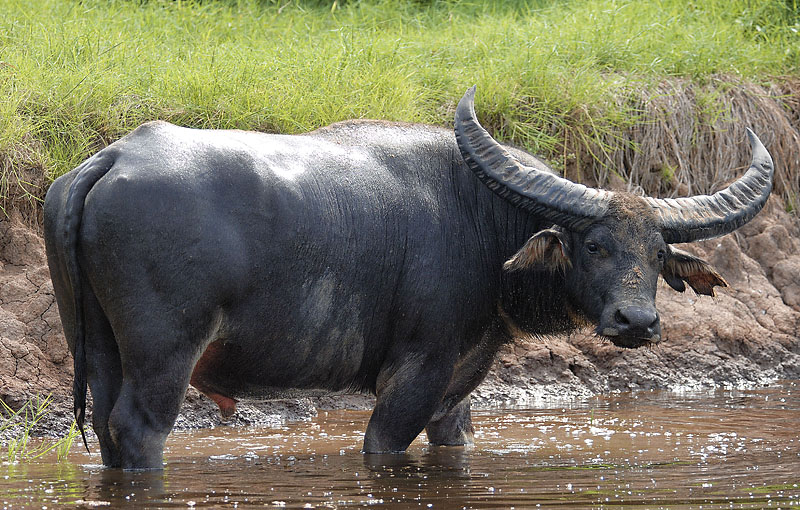
Verwilderter Wasserbüffel in Australien

Zwischen 1823 und 1840 wurden durch den Menschen 80 Wasserbüffel zur Fleischproduktion im Northern Territory in Australien eingeführt. Einzelne Tiere und Herden verwilderten und vermehrten sich unter ihren neuen Lebensbedingungen so schnell, dass nach Schätzungen der australischen Regierung zwischen 1880 und 1970 insgesamt 700.000 Tiere erlegt werden mussten. 1985 lebten mit einem Bestand von 350.000 Tieren mehr als die Hälfte der weltweit nicht als Haustiere gehaltenen Wasserbüffel in Australien.
Die verwilderten Wasserbüffel stellten in den Marschregionen an Australiens Nordküste ein gravierendes ökologisches Problem dar. Sie verstärkten durch ihre Trampelpfade und ihr Suhlen die Bodenerosion, veränderten durch ihr Fressverhalten die Zusammensetzung der lokalen Flora und erleichterten durch ihr Suhlen das Eindringen von Salzwasser in Süßwasserhabitate. Sie veränderten damit ihren Lebensraum so nachhaltig, dass die Anzahl der dort lebenden Australien-Krokodile, des australischen Süßwasserfisches Barramundi und ähnlicher einheimischer Arten drastisch zurückging. Zu diesen gravierenden ökologischen Auswirkungen trug wesentlich bei, dass sich in den Trockenzeiten auf einem Quadratkilometer Marschland bis zu 35 Tiere aufhielten.
Wasserbüffel sind außerdem Überträger von Rinderkrankheiten wie der Tuberkulose und der Rinderbrucellose. Besonders Letztere hat dazu beigetragen, dass der Wasserbüffelbestand sowohl von der Regierung als auch von der Mehrheit der australischen Bevölkerung als zu bekämpfende Plage angesehen wird.
Von 1979 bis 1997 wurde von der australischen Regierung ein Programm zum Abschuss verwilderter Wasserbüffel durchgeführt, wobei die Tiere, die im unzugänglichen Marschland lebten, zum Teil vom Hubschrauber aus abgeschossen wurden. Die Anzahl der verwilderten Wasserbüffel ist seitdem deutlich zurückgegangen. In dem zum Weltnaturerbe gehörenden Kakadu-Nationalpark beispielsweise wurde die Anzahl der dort lebenden Tiere von 20.000 im Jahre 1988 auf 250 im Jahre 1996 reduziert und damit erreicht, dass die Bestände einheimischer Pflanzen wie bestimmte Eukalyptus-Arten und die Rote Wasserlilie sich wieder erholten.

## Symbolik

### Mythologie und Volksglaube

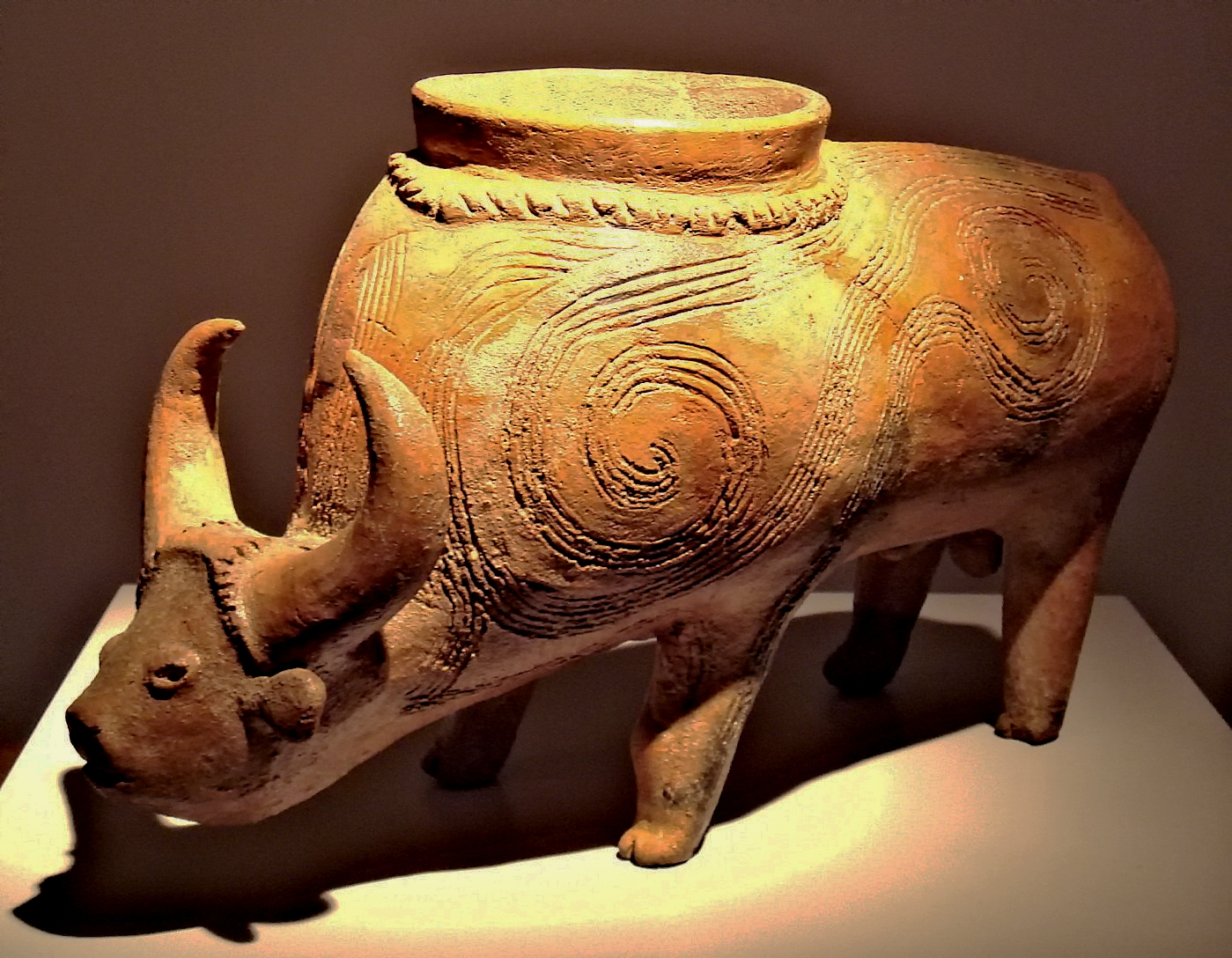
Keramikfigur aus Lop Buri, Thailand, 2300 v. Chr.

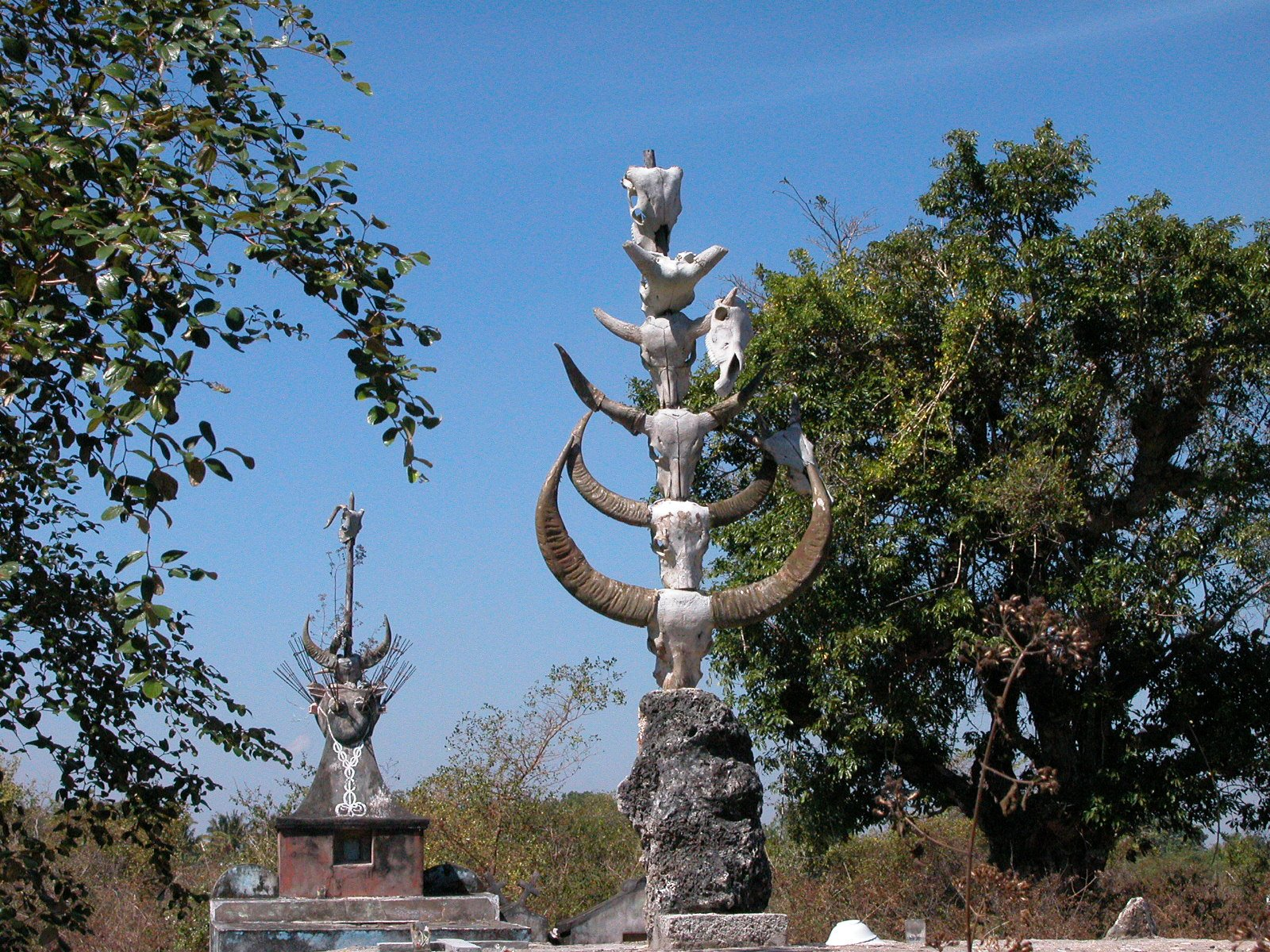
Mahnmal an der Straße in Osttimor

Ein so eng mit dem Menschen verbundenes Tier wie der Wasserbüffel taucht naturgemäß in vielen Märchen und Sagen der mit ihm assoziierten Völker auf.
In der indischen Mythologie verkörpert der Wasserbüffel unter anderem den Dämon Mahishasura, ein Mischwesen aus Büffel und Mensch, das von keinem der Götter besiegt werden konnte, bis die Kriegsgöttin Durga ihn zuletzt doch niederrang. Im Hinduismus erinnern das bengalische Durga Puja sowie das nepalesische Dashain-Fest an diesen Kampf zwischen Gut und Böse. In Nepal ist es ein staatlicher Feiertag. Zu diesem Fest wird in einer Prozession ein Büffelkopf durch die Straßen getragen, der Mahishasura symbolisieren soll.
Der Büffel taucht noch in einer anderen, ebenfalls nicht sehr positiven Rolle auf: Yama, im Hinduismus der Herr der Unterwelt, wird oft auf einem Wasserbüffel reitend dargestellt. Zu bestimmten Gelegenheiten nimmt der Gott selbst die Gestalt eines Büffels an.
Der chinesische Philosoph Laozi wird meistens auf einem Wasserbüffel reitend dargestellt. In der chinesischen Astrologie ist der Büffel eines der zwölf Sternzeichen. 2033 ist das nächste Jahr des Büffels.
In Osttimor ist der Wasserbüffel ein Symbol von Macht. Seinen Hörnern ist die Kaibauk, eine Art Krone und Herrschaftssymbol, nachempfunden. Obwohl die Bevölkerung nahezu vollständig katholisch ist, werden nach animistischer Tradition neben Kreuzen auch Büffelhörner und -schädel auf Gräbern aufgestellt.

### Sonstiges
In dem berühmten Dschungelbuch von Rudyard Kipling wird Mogli nach seiner Rückkehr zu den Menschen zu einem Büffelhirten. Die Büffel sind es, die letztlich den bösartigen Tiger Shere Khan zu Tode trampeln.
„Büffel“ (khwaai) ist in Thailand eine der abfälligsten Bezeichnungen zur Charakterisierung eines Menschen, auch im Sinne einer Beleidigung, und in der Ausdrucksstärke vergleichbar mit „Schwein“ im Deutschen. Gemeint ist damit jemand, der stur, dumm, lernunfähig, stumpf oder unbeweglich ist.
Aufgrund seiner Wasserkühlung und einer starken Leistung von bis zu 67 PS erhielt das Motorrad Suzuki GT 750 in den 1970er-Jahren schnell im deutschsprachigen Raum den Szenenamen „Wasserbüffel“, unter dem es heute noch bekannt ist.